# 张联
张联（1930年—），吉林九台人，中华人民共和国政治人物、外交官。
哈尔滨外国语专门学校（现黑龙江大学）毕业，1991年，接替张瑞杰，担任中华人民共和国驻斯里兰卡大使 兼驻马尔代夫大使。1993年，由张成礼接任。